# Organizzazione sionista mondiale

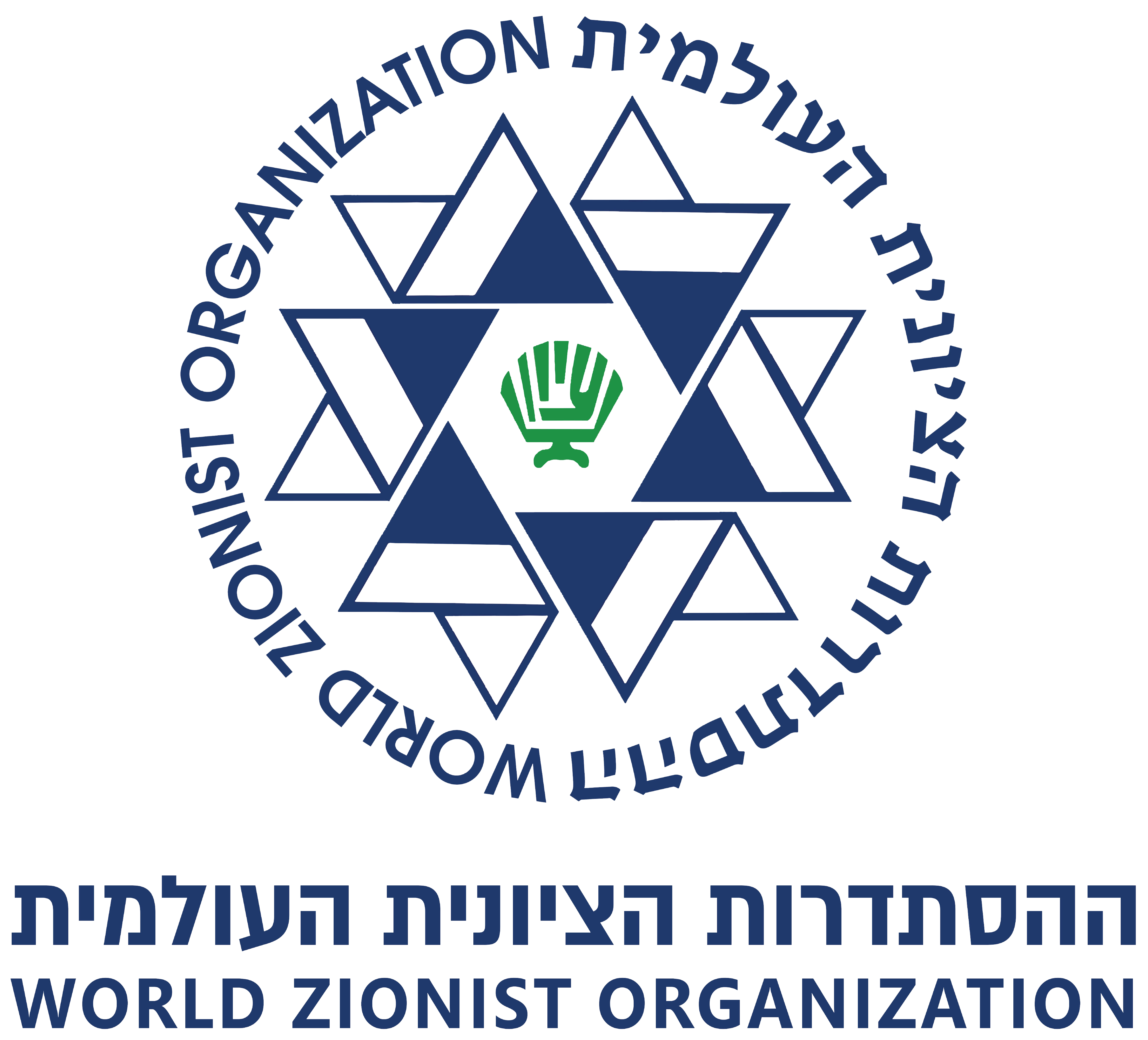
Logo dell'organizzazione

L'Organizzazione sionista mondiale (in Ebraico: הַהִסְתַּדְּרוּת הַצִּיּוֹנִית הָעוֹלָמִית - HaHistadrut HaTzionit Ha'Olamit; in inglese World Zionist Organization o WZO) è una organizzazione non governativa il cui fine è la promozione della causa sionista. Fu fondata il 29 agosto 1897 da Theodor Herzl in occasione del primo congresso sionista di Basilea, venendo originariamente chiamata Organizzazione sionista (mantenne tale denominazione sino al 1960). Gli intenti di tale organizzazione rispecchiavano le linee programmatiche delineate dalle risoluzioni del primo congresso, sintetizzate nel cosiddetto "programma di Basilea".
Tale programma si prefiggeva la creazione di uno Stato ebraico in Palestina, legalmente riconosciuto a livello internazionale. Al fine di conseguire tale scopo, il congresso elencava le seguenti attività:
- l'incentivazione dell'emigrazione di agricoltori, artigiani e commercianti ebrei in Palestina, al fine di creare in loco un substrato economico ebraico in qualche misura autosufficiente, nucleo di futuri insediamenti;
- la creazione di organizzazioni ebraiche a livello nazionale, al fine di diffondere l'ideologia sionista presso la Diaspora;
- l'attuazione di misure volte al rafforzamento della coscienza nazionale ebraica all'interno della Diaspora;
- l'instaurazione di rapporti formali volti ad ottenere il supporto del progetto sionista presso i governi.

Il Congresso mondiale raggruppa al momento le seguenti entità: le Unioni mondiali sioniste; le federazioni sioniste internazionali; inoltre una serie di organizzazioni internazionali che si definiscono sioniste, quali: l'Organizzazione internazionale femminile sionista, Hadassah, B'nai B'rith, Maccabi, la Federazione internazionale sefardita, delegazioni dei tre rami dell'ebraismo (ortodosso, conservatore, riformato), l'Unione mondiale degli studenti ebrei, et alia.
L'Agenzia ebraica è un'organizzazione strettamente associata per finalità e caratteristiche all'Organizzazione sionista; tuttavia tale rapporto ha assistito ad una continua evoluzione in particolare a seguito della fondazione dello Stato di Israele, come evidenziato dai mutamenti apportati agli statuti di tali entità avvenuti nel 1952, 1970 e 1979.